# Хипотеза континуума
У математици, хипотеза континуума је хипотеза о могућим величинама бесконачних скупова. Георг Кантор је увео концепт кардиналности, како би упоређивао величине бесконачних скупова, и показао је да је скуп целих бројева строго мањи од скупа реалних бројева. Хипотеза континуума тврди следеће:
Не постоји скуп чија је величина строго између величине скупа целих бројева и величине скупа реалних бројева.
Или математички речено, ако узмемо да је кардиналност скупа целих бројева {\displaystyle |\mathbb {Z} |} једнака {\displaystyle \aleph _{0}} (алеф-нула) а кардиналност реалних бројева {\displaystyle |\mathbb {R} |} једнака {\displaystyle 2^{\aleph _{0}}}, хипотеза континуума гласи:
{\displaystyle \nexists \mathbb {A} :\aleph _{0}<|\mathbb {A} |<2^{\aleph _{0}}.}
Ово је еквивалентно са:
{\displaystyle 2^{\aleph _{0}}=\aleph _{1}}
Реални бројеви се такође називају континуумом, па отуда долази име. Постоји и генерализована хипотеза континуума, која гласи:
За све ординале {\displaystyle \alpha }, {\displaystyle 2^{\aleph _{\alpha }}=\aleph _{\alpha +1}}

## Величина скупа
Да бисмо формално изразили хипотезу, потребна нам је дефиниција: кажемо да два скупа S и T имају исту кардиналност или кардинални број ако постоји бијекција
{\displaystyle S\leftrightarrow T}.
Интуитивно, ово значи да је могуће да се упаре елементи из S са елементима скупа T тако да је сваки елемент из S упарен са тачно једним елементом из T, и обратно. Значи скуп {банана, јабука, шљива} има исту кардиналност као и скуп {Мика, Пера, Лаза}.
Кад су у питању бесконачни скупови, као што су скупови целих бројева или рационалних бројева, овакве ствари је мало компликованије показати. Узмимо скуп свих рационалних бројева. Очигледна (и погрешна) претпоставка би могла да буде да рационалних бројева има више од целих бројева, а да реалних бројева има више него рационалних, што би оборило хипотезу континуума. Међутим, показује се да је кардиналност рационалних бројева једнака кардиналности целих бројева, и да су оба пребројиви скупови.
Канторов дијагонални поступак показује да цели бројеви и реални бројеви немају исту кардиналност.
Хипотеза континуума тврди да сваки подскуп континуума (скупа реалних бројева), који садржи целе бројеве има или исту кардиналност као скуп целих бројева или исту кардиналност као скуп реалних бројева.

## Немогућност доказивања или оповргавања
Кантор је веровао да је хипотеза континуума тачна, и годинама је покушавао да је докаже, али без успеха. Ово је постало прво на списку важних отворених питања које је Давид Хилберт представио на Међународном математичком конгресу 1900. у Паризу.
Курт Гедел је 1940. показао да хипотеза континуума не може бити оповргнута стандардном Зермело-Френкел теоријом скупова, чак и ако се усвоји аксиома избора. Пол Коен је 1963. показао да уз исте ове аксиоме хипотеза континуума не може бити ни доказана. Стога, хипотеза континуума је независна од Зермело-Френкел теорије скупова са аксиомом избора. Оба ова резултата претпостављају да саме Зермело-Френкел аксиоме не садрже контрадикцију; ова претпоставка је широко прихваћена као тачна.
Хипотеза континуума није била први исказ независан од Зермело-Френкел теорије скупова са аксиомом избора. Директна последица Геделове теореме непотпуности, објављене 1931, је да постоји формални исказ који изражава конзистентност Зермело-Френкел теорије скупова са аксиомом избора, који је независан од ње. Овај исказ о конзистентности је метаматематичке природе, пре него чисто математичке. Хипотеза континуума и аксиома избора су биле међу првим математичким исказима, за које је показано да су независни од ЗФ теорије скупова.
Хипотеза континуума је у блиској вези са многим исказима из разних математичких области. Као резултат њене независности, за многе значајне конјектуре из ових области је касније показано да су такође независне.

## Аргументи за и против
Гедел је чврсто веровао да је хипотеза континуума погрешна. По њему, доказ конзистентности је само опказивао да је распрострањени скуп аксиома мањкав. Гедел је био платониста, и стога није имао проблема са тврдњама о тачности или погрешности исказа у зависности од њихове доказивости. Коен, иако формалиста, је такође нагињао ка одбацивању хипотезе континуума.
Историјски, математичари који су били присталице богатог и великог универзума скупова су били против хипотезе континуума, док су они који су се залагали за уредан и контролисан универзум, залагали за њу.
Крис Фрајлинг је 1986. представио аргумент против хипотезе континуума, назван Фрајлингова аксиома симетрије: показао је да је негација хипотезе континуума еквивалентна исказу о вероватноћи коју је окарактерисао као интуитивно тачну, али други се нису сложили.

## Генерализована хипотеза континуума
Генерализована хипотеза континуума тврди да ако кардиналност бесконачног скупа лежи између кардиналности бесконачног скупа S и кардиналности скупа партитивног скупа од S, тада тај скуп има или кардиналност скупа S или скупа партитивног скупа од S. То јест, за сваки бесконачан кардинал {\displaystyle \lambda } не постоји кардинал {\displaystyle \kappa }, такав да {\displaystyle \lambda <\kappa <2^{\lambda }.} Еквивалентан услов је да {\displaystyle \aleph _{\alpha +1}=2^{\aleph _{\alpha }}} за сваки ординал {\displaystyle \alpha .} Бет број пружа алтернативну нотацију за овај услов: {\displaystyle \aleph _{\alpha }=\beth _{\alpha }} за сваки ординал {\displaystyle \alpha .}
Ово је генерализација хипотезе континуума, јер континуум има исту кардиналност као партитивни скуп целих бројева. Као и хипотеза континуума, и генерализована хипотеза континуума је независна од ЗФ теорије скупова са аксиомом избора, али Вацлав Сјерпињски је доказао да ЗФ теорија скупова и генерализована хипотеза континуума имплицирају аксиому избора, тако да избор и генерализована хипотеза континуума нису независне у ЗФ; не постоје модели у ЗФ у којима генерализована хипотеза континуума стоји, а аксиома избора не стоји.
Курт Гедел је показао да је генерализована хипотеза континуума последица ЗФ + V=L (аксиома да је сваки скуп конструктибилан у односу на ординале).

### Импликације генерализоване хипотезе континуума за кардиналну експоненцијацију
Генерализована хипотеза континуума генерално фиксира вредности кардиналне експоненцијације. Вредност {\displaystyle \aleph _{\alpha }^{\aleph _{\beta }}} је:
{\displaystyle \aleph _{\beta +1}} када α ≤ β+1;
{\displaystyle \aleph _{\alpha }} када β+1 < α и експонент је мањи од конфиналности базе; и
{\displaystyle \aleph _{\alpha +1}} када β+1 < α и експонент је већи или једнак конфиналности базе.